# Got Me Under Pressure
«Got Me Under Pressure» es una canción de la banda estadounidense de blues rock y hard rock ZZ Top, lanzado como el segundo sencillo del disco Eliminator en 1983 a través de Warner Bros. Records. Alcanzó el puesto 18 en la lista Mainstream Rock Tracks de los Estados Unidos.
Fue acredita originalmente a Billy Gibbons, Dusty Hill y Frank Beard, pero en el libro Sharp Dressed Men de David Blayney, director de escena de ZZ Top por más de quince años, confirmó que el ingeniero de sonido Linden Hudson junto a Billy crearon la maqueta y grabaron la pista en una sola tarde sin informarles a Dusty y a Frank. Según Blayney, Hudson escribió el bajo, los sintetizadores, la batería, la caja de ritmos y parte de la letra, mientras que Billy grabó las voces y la guitarra eléctrica.
Por su parte, ha sido incluido en los recopilatorios Greatest Hits, Rancho Texicano y en la caja recopilatoria Chrome, Smoke & BBQ. También fue grabada en vivo en 2008 para el disco compacto y DVD Live from Texas. Por otro lado, en 2006 se usó en el comercial de televisión de la marca de aceite para automóviles Pennzoil.

## Músicos
- Billy Gibbons: voz y guitarra eléctrica
- Dusty Hill: bajo eléctrico y coros
- Frank Beard: batería